# Marcelo Villena Alvarado
Marcelo Villena Alvarado (La Paz, Bolivia; 24 de diciembre de 1965) es un poeta y ensayista boliviano. Es docente de la Carrera de Literatura de la Universidad Mayor de San Andrés e investigador del Instituto de Estudios Bolivianos. Colabora asiduamente con varias revistas literarias y con el Instituto Cervantes.

## Estudios
Marcelo Villena estudió Letras Modernas (Licence, Maitrise y D.E.A.) en la Universidad de Toulouse II-Le Mirail. Es doctor por la Universidad de París VII-Denis Diderot, donde realizó su tesis doctoral sobre Roland Barthes bajo la dirección de Julia Kristeva.

## Obra poética
- Pócimas de Madame Orlowska, Ediciones del Hombrecito Sentado, La Paz, 1998 (2.ª ed., Plural/Ediciones del Hombrecito Sentado, La Paz, 2004)
- El arte de los pedales, Prisa, La Paz, 2022

## Inclusión en antologías
- Antología de poesía boliviana reciente en Luzdegás, 8,  Primavera-verano, Burgos, 2001
- Antología de la poesía boliviana, LOM, Santiago de Chile, 2004
- Antología de poesía boliviana en Fragmenta, año II, n.º 2, Madrid, 2011
- Unidad variable. Antología de poetas argentinos y bolivianos, La Mancha/La Hoguera, La Paz, 2011

## Ensayos
- Las tentaciones de San Ricardo (Siete ensayos para la interpretación de la narrativa boliviana del siglo XX), Instituto de Estudios Bolivianos, La Paz, 2003 (2.ª edición, 2011).
- El preparado de yeso (Blanca Wiethüchter, una crítica afición, Plural/IEB/Instituto de Investigaciones Literarias, La Paz, 2014.
- Roland Barthes, el deseo del gesto y el modelo de la pintura, Instituto de Investigaciones Literarias/Carrera de Literatura/IEB, La Paz, 2015.

- "Ferdydurke de Witold Gombrowicz" en La mariposa mundial, 1, La Paz, 1999-2000.
- "El discreto encanto de la eucaristía. Una experiencia ficcional con el 3er Catecismo o Sermonario del 3er Concilio Limense (1584-1585)", en Estudios Bolivianos, 9, 2001, Instituto de Estudios Bolivianos, La Paz, págs. 107-200. (Reedición en Antología de la Revista de Estudios Bolivianos, IEB, La Paz, 2015, págs. 255-284).
- "Ejercicios capitulares con algunos textos de Jaime Saenz y Blanca Wiethüchter", en Estudios Bolivianos, 13, 2007, Instituto de Estudios Bolivianos, La Paz, págs. 95-167.
- "Réquiem para un modelo: hueco y experiencia literaria en la obra de Blanca Wiethüchter", en América. Cahiers du CRICCAL, Presses Universitaires de la Sorbonne, París, 2005, vol. 2, n.º 34, págs. 157-165.
- "Barthes-La Paz: un paso patrás, patrás, patrás...", en Roland Barthes amateur, Instituto de Investigaciones Literarias, UMSA, La Paz, 2016, págs. 13-29.
- "Gestos dantescos em A câmara clara", en Roland Barthes plural, Univ. de Sao Paulo/Humanitas, Sao Paulo, 2017, págs. 114-130.

Ha escrito varias entradas del Dictionnaire Roland Barthes, Éditions Champion, París, 2024.

## Ensayo-ficción
- "Los Tigres", en Warikasaya. Cuentos stronguistas, Letralia, La Paz, 2012, págs. 165-166.

## Ediciones críticas
- Jaime Saenz, Felipe Delgado, edición de Marcelo Villena Alvarado, colección Quince novelas fundamentales, Carrera de literatura/Ministerio de Culturas/AECID/Embajada de España en Bolivia,  La Paz, 2012.
- Blanca Wiethüchter, Obra completa, tomo III: Te echo de menos, edición de Marcelo Villena Alvarado, Fundación Cultural del Banco Central de Bolivia/ Archivo y Biblioteca Nacionales de Bolivia/ Embajada de la Rep. Federal de Alemania, La Paz, 2017.
- Rastros del doctor Mariño, crónicas policiarias 1937-1959, Marcelo Villena Alvarado (ed.), Carrera de Literatura/Instituto de Investigaciones Literarias, La Paz, 2020.

## Traducciones
- Himno a Deméter, Marcelo Villena Alvarado y Libardo Tristancho Calderón bajo la dirección de Mario Frías Infante, IEB, UMSA, La Paz, 2017.